# Carl Wilhelm Kihlbaum
Carl Wilhelm Abraham "Kåve" Kihlbaum, född 2 januari 1857 i Mariestad, död 2 januari 1907 i Sundsvall, var en svensk grosshandlare och konsul.
Carl Wilhelm Kihlbaum föddes i Mariestad som son till köpmannen Carl Kihlbaum och Johanna Dyrén. Han var verksam som grosshandlare och konsul i Sundsvall under andra hälften av 1800-talet. Till en början arbetade han som kontorist och bokhållare vid ett kontor. Och kom därefter att starta ett handelsföretag, aktiebolaget James & K.V. Kihlbaum, tillsammans med en av hans bröder. Vidare var han verksam som brasiliansk konsul och som importör av viner.
Kihlbaum avled barnlös.